# Le Faucon de minuit
Le Faucon de minuit (titre original : The Midnight Falcon) est un roman de fantasy de David Gemmell, paru en 1999 en anglais et 2005 en français. Ce roman est le deuxième volume du Cycle Rigante et fait suite au roman L'Épée de l'orage.

## Résumé
Bane est le fils illégitime de Connavar et il ne lui a jamais pardonné de ne lui porter (apparemment) aucun intérêt tout au long de sa vie, et ce, malgré les efforts qu'il faisait pour que son père soit fier de lui.
Le cœur empli de haine, Bane a un comportement assez violent quand on le provoque. À un point tel que bientôt, Connavar donne l'ordre de le retrouver de préférence vivant et de le lui amener.
Bane s'éloigne donc du pays qui l'a vu naître après avoir évité tous ses poursuivants, et il accompagne son ami Banouin le scribe qui faisait route seul vers Roc. 
En chemin, il le protège des dangers du voyage, lui sauvant notamment la vie face à des bandits de grand chemin qui avaient pour intention de les tuer pour s'emparer de leurs biens. 
Ils croisent aussi la route d'un ancien général de Roc en exil, accompagné de sa fille. Ceux-ci sont pratiquement emportés par le courant déchaîné d'un cours d'eau, et ne doivent la vie sauve que grâce à l'aide de Bane, puis de son ami d'abord réticent.
Pour les remercier, le vieil ex-général les invite chez lui pour se reposer et manger un morceau, d'autant que Banouin a besoin d'être alité à cause de la fièvre qui l'a surpris.
Ils font alors plus ample connaissance et se trouvent mutuellement très sympathiques, et Bane est tenté de rester encore quelques jours de plus avec eux pour rester avec la jeune femme qui est visiblement attirée par lui et réciproquement.
Mais étrangement Banouin insiste, au bord de la panique pour partir pour Roc au plus vite, et Bane qui a promis de le protéger le suit, avec l'intention de revenir sitôt sa mission accomplie.
Seulement, les Chevaliers de Roc, un ordre guerrier très puissant et despotique en a après le vieux général exilé, et ils envoient une troupe lui régler son compte ainsi qu'à sa fille.
Bane et Bandouin les croisent sur la route et les laissent passer, mais Banouin, qui a parfois le don de prédire et qui a vu finit par se trahir : les hommes qu'ils viennent de voir vont tuer leurs amis, le danger les guette et ils ne peuvent rien faire pour eux.
Aussitôt, Bane se rue à leur secours après avoir reproché à Banouin sa lâcheté. Il trouve les chevaliers et en tue plusieurs dans un combat acharné. Il voit le cadavre du vieil homme, et sa fille se fait tuer devant ses yeux. Mais le chef des chevaliers, qui est aussi l'un des meilleurs combattants au monde est bien trop fort pour le jeune Bane. Il balance Bane par la fenêtre après l'avoir blessé gravement et à plusieurs reprises. Convaincu avec raison que son ennemi est mourant, il l'abandonne dans une mare de sang.
Mais une âme charitable essaie de lui porter secours. Ce serait vain si la Morrigu aux puissants pouvoirs n'était intervenue pour soigner Bane elle-même et le ramener de la mort.
Bane, remis sur pied, n'a plus qu'une idée en tête : se venger de celui qui a tué celle qu'il aimait. Pour cela il est prêt à tout, même à devenir gladiateur et à affronter la mort dans l'arène quotidiennement.
Il progresse et approche de son but au fil des combats remportés. Il devient un héros, sauvant même l'empereur de Roc Jarasay d'un complot organisé par les Chevaliers. Mais ce dernier, s'il lui porte une apparente reconnaissance, ne rêve toujours que de continuer à étendre son empire, et son prochain objectif est la terre des Rigantes.